# Phellopsis imurai
Phellopsis imurai là một loài bọ cánh cứng trong họ Zopheridae. Loài này được Masumoto miêu tả khoa học năm 1990.